# ترمز فوکو

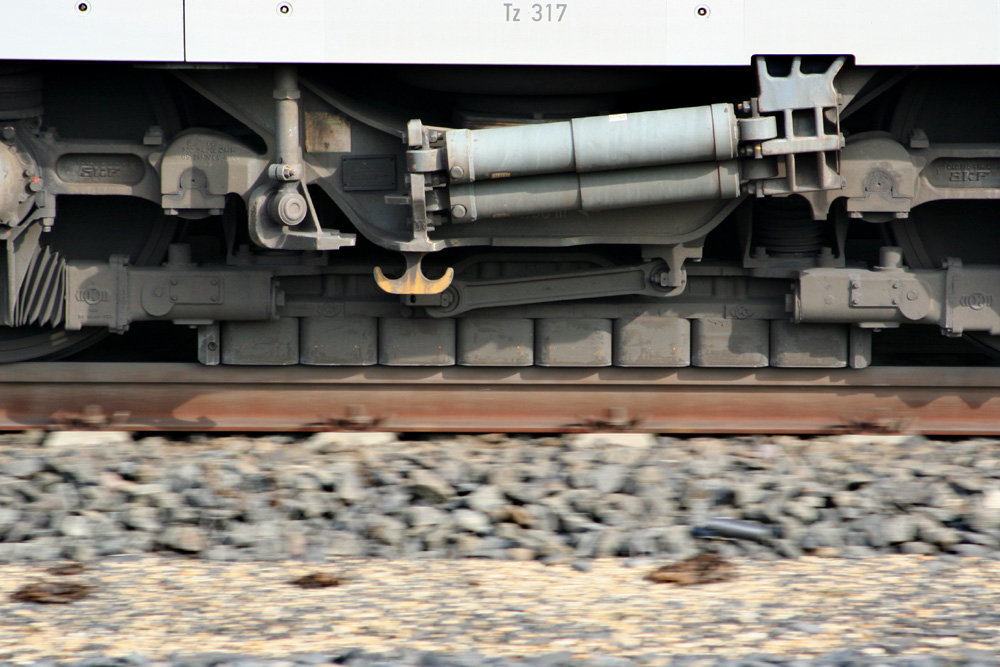
یک ترمز جریان گردابی خطی در قطار پرسرعت آلمانی ICE 3.

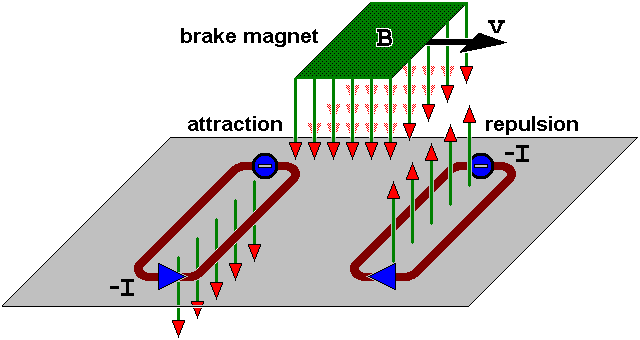
اصول عملکرد یک ترمز جریان گردابی.

ترمز جریان گردابی یا ترمز فوکو نوعی ترمز است که بر اساس قانون لنز در الکترومغناطیس کار می‌کند؛ نیروی بازدارندۀ حرکت در این نوع ترمز، از اندرکنش میدان مغناطیسی ناشی از جریان‌های گردابی تولیدشده در رساناها (فلزاتی مانند آهن یا فولاد) و یک میدان مغناطیسی خارجی (که رسانا نسبت به آن حرکت می‌کند) حاصل می‌شود. در اثر این پدیده، انرژی جنبشی به صورت گرما در رسانا تلف می‌شود.
ترمزهای جریان گردابی بر خلاف ترمزهای معمولی، بر مبنای تماس و اصطکاک عمل نمی‌کنند، و بنابراین دچار ساییدگی نمی‌شوند. اما نیروی بازدارندۀ این ترمزها در سرعت‌های پایین ممکن است برای توقف کافی نباشد و به همین خاطر از چنین ترمزهایی به عنوان ترمز کمکی استفاده می‌شود.
ساختار یک ترمز جریان گردابی رایج از دو بخش روتور و استاتور تشکیل شده است. روتور که معمولاً از جنس آهن خاص یا فلزات دارای هدایت مغناطیسی خوب و پسماند مغناطیسی پایین (مثل فولاد با کربن پایین یا فولاد آلیاژی) ساخته می‌شود از طریق یک فلنج به شفت متصل می‌گردد. استاتور روی بدنهٔ دستگاه در حال حرکت سوار است. فاصلهٔ هوایی بین روتور و استاتور بین ۱ تا ۱٫۵ میلیمتر است. با چرخش استاتور در میدان مغناطیسی‌ای که در روتور ایجاد شده، مطابق قانون القای فارادی، جریان گردابی در روتور القا می‌شود. به علت اثر پوستی بیشتر این جریان در سطح روتور متمرکز است. جریان گردابی ایجادشده، مطابق قانون لنز، موجب تولید جریان دیگری خواهد شد که با جریان اولیه مخالفت می‌کند و سبب تولید گشتاوری بر خلاف جهت گردش روتور خواهد شد که به توقف موتور کمک می‌کند.
ترمز دیسکی مغناطیسی ترمزی است متشکل از یک دیسک غیر فلزی هادی( برای مثال مس یا آلومینیوم) که بین چند آهنربای دیسکی نئودیومی در حال دوران است.  با نزدیک شدن آهنرباهای نئودیومی به طرف دیسک آلومینیومی خاصیت ادی کارنت فعال شده و حرکت دیسک آلومینیومی با مقاومت روبرو می شود. دیسک آلومینیومی در مرکز خود با محوری در ارتباط است که محور اصلی دستگاه بوده و همان محوری است که نیاز است ترمز به آن اعمال شود تا از حرکت بایستد و یا حرکت آن با کندی انجام شود.  آهنرباهای نئودیوم هیچگونه تماس استاتیکی و اصطکاکی با دیسک آلومینیوم نداشته و همانطور که قبلاً اشاره شد در اثر فعال شدن خاصیت ادی کارنت بر روی دیسک آلومینیوم اثر کرده و حرکت و دوران آن را با مشکل مواجه می‌کند .